# Уборевич-Боровський Борис Олегович
 Борис Олегович Уборевич-Боровський (12 січня 1959, Москва) - російський архітектор. Голова Московського архітектурного суспільства, Член Союзу Московських Архітекторів, Професор МАрхИ, керівник Архітектурної студії ub.design. керівник Майстерні № 7 в ВАТ «Моспроект».

## Біографія
Борис Уборевич-Боровський народився в родині репресованих в 1959 році.
Батьки - Боровський Олег Борисович і Уборевич Володимира Іеронімовна. Брат Володимир Уборевич-Боровський - архітектор і художник-карикатурист. Дід - Ієронім Петрович Уборевич - герой Громадянської війни, відомий воєначальник.
У 1982 році закінчив МАРХИ.
Працював в УП ОПЖР «Чертаново-Північне», «Моспроект 1», «Моспроект-2», «Моспроект 4», ВАТ «Моспроект».
У 1993 році створив архітектурну студію ub design. У 1998 році разом з низкою інших архітекторів виступив з ініціативою відтворення Московського архітектурного суспільства.
У 2010 році опублікував книгу «Борис Уборевич-Боровський Інтер'єри».